# 블루스
블루스(영어: blues)는 19세기 중엽, 미국 노예 해방 선언 이후 미국으로 넘어온 미국 남부의 아프리카계 미국인들이 창시한 장르 혹은 음악적 형태를 말한다. 이 장르는 아프리카 전통 음악과 노동요, 그리고 유럽계 미국인의 포크송을 뿌리로 두는데, 구체적으로 스피릿튜얼스, 노동요, 필드홀러, 링 샤우트, 찬트, 그리고 리듬이 간단하고 경험을 풀어낸 발라드 등이 합쳐져 개인이 부르는 노래로 바뀌어 블루스가 되었다고 한다. 블루스 형식은 재즈, 리듬 앤 블루스, 로큰롤에서도 볼 수 있는데, 주고 받기 형식(Call and Response), 블루스 스케일을 이용한 여러 코드 진행, 두 박자 또는 네 박자의 12마디로 진행하는 블루스가 일반적이며 장조와 단조가 뚜렷하지 않다. 블루 노트는 보통 3도, 혹은 5도 플랫한 음을 말하는데, 이 음들은 블루스에서 가장 중요한 소리다. 블루스 스케일, 블루스 노트, 셔플 블루스, 혹은 워킹 베이스를 포함해 우리가 아는 그루브가 생겼다.
블루스는 장르로서 고유한 특성 있는데, 가사와 베이스 라인, 악기에서 볼 수 있다. 초기 전통적인 블루스 벌스에선 한 문장의 가사를 4번 반복해서 불렀다. 이것은 현재 구성이 일반화 되기 전 20세기 초 형태다. 초기 블루스(컨트리 블루스)는 해방 흑인의 비참한 생활 환경, 인간적인 슬픔, 고뇌, 절망감 등이 드러나 있고, 대부분 본인과 관련한 일련의 사건이나 경험, 그리고 아프리카-아메리칸 사회를 이야기하고 있다.
이리저리 떠돌아다니며 길거리 술집이나 시장터 축제에서 연주하는 블루스맨을 통해 다른 지역으로 퍼졌고, 독특하게 느린 블루스 리듬은 백인에도 널리 퍼져 많은 춤 곡이 나왔으며, 그러한 음악과 춤에도 블루스라는 이름이 붙었다.
블루스가 부각되기 시작한 건 19세기 말이다. 초기 블루스 스타일은 컨트리 블루스와 대개 솔로 가수가 직접 기타, 피아노 연주를 하고, 가끔 하모니카와 드럼을 같이 연주를 했다. 당시 잘 알려진 컨트리 블루스 뮤지션으로는 레드 벨리, 블라인드 레몬 제퍼슨, 로버트 존슨 등 있다.

## 어원

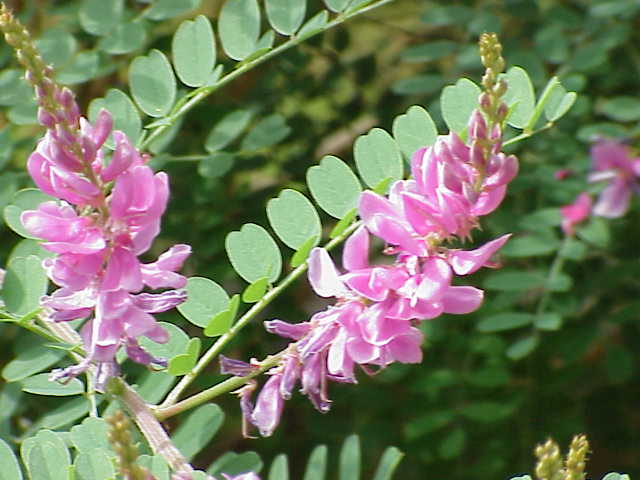
인디고페라 틴토리아(Indigofera Tinctoria)

블루스라는 말이 노래에 처음 쓰이기 시작한 것은 1890 ~ 1900년대 초이지만, 어원에는 여러 가지 설이 존재한다. 그 중 아프리카인의 장례 의식에서 유래되었다는 설과, 블루 데빌스(Blue Devils)에서 유래되었다는 설이 있다. 현재 가장 신빙성이 있는 것은 블루 데빌스에서 유래되었다는 설이다.
아프리카인의 장례 의식 설은 남부 아프리카인들이 죽음을 맞아 의식을 치를 때 의복을 청색(블루)으로 물들여 입음으로써 자신들의 슬픔, 고통 등을 표현한 데서 블루스란 말이 유래하였다는 것이다. 남부 아프리카인들이 청색으로 물들일 때 사용하던 식물이 바로 '인디고페라 틴토리아'이다. 이 식물은 미국 남부 노예 농장에서 많이 자랐다. 이 풍습과 서부 아프리카 노예들이 목화를 재배할 때 부르던 노동요를 합쳐 우리가 알고 있는 블루스라 부르게 되었다는 설이다.
블루 데빌스는 우울과 슬픔을 의미하는 말이다. 이 말은 조지 콜먼(George Colman)의 원맨 광대쇼 〈Blue Devils〉 (1798)에서 처음 사용되었는데, 17세기 영국의 표현 중 "강렬한 시각적 환각을 동반한 심한 알코올 금단 증상intense visual hallucinations that can accompany severe alcohol withdrawal"이란 용어를 줄여 블루 데빌스라 했을 것으로 추측한다. 시간이 흘러 블루만 남아 블루스(Blue Devils)가 되었고 불안 상태 혹은 우울한 상태를 뜻하는 말로 바뀌었다. 19세기 미국에선 블루스는 취하다란 속어로 쓰였다. 이러한 뜻을 가진 블루스와 음주(drinking)가 합쳐져서 '블루 법Blue laws'이라는 것이 만들어지기도 했다. 블루 법은 아직도 몇몇 미국의 주에서 시행되는 일요일 알코올 판매 금지 법이다.

## 가사
초기 전통 블루스 도입부 가사는 하나의 구절이 4번정도 반복되었던 것으로 본다. 이것은 20세기 초까지의 형태이다. 이것을 AAB 패턴이라 칭하는데, 음악의 4마디를 먼저 구성하고, 그 다음 4마디는 앞 4마디를 반복하며, 다음 4마디는 끝나는 구절로 길게 만들었다. 〈Dallas Blues〉 (1912), 〈Saint Louis Blues〉 (1914)는 12마디 형식의 AAB 가사 구조를 취하고 있다. 가사들은 보통 리듬 있게 말을 하여 패턴을 구성하고 그 위에 멜로디를 얹는 방식이었다. 초기 블루스는 대개 경험에 입각한 이야기를 풀어 자유롭게 만들었다. 아프리칸-아메리칸 싱어들은 그녀 혹은 그들의 사적인 고통 혹은 사회적 부조리함을 현실적으로 담아내었다. 그 중에선 실연, 당시 경찰관들의 잔인함, 백인들의 억압, 힘든 시기등이 있었다. 이렇듯, 가사들은 보통 아프리카-아메리칸의 사회에서의 경험, 사고 등을 이야기했는데, 다음은 블라인드 레몬 제퍼슨의 〈Rising High Water Blues〉 (1927)에서 말해주는 1927년 미시시피 대홍수이다.
"Backwater rising, Southern peoples can't make no time"
"물이 차오르네, 남부 사람들은 시간을 못 맞출 것 같네"
"I said, backwater rising, Southern peoples can't make no time"
"내가 말했지, 물이 차오른다고, 남부 사람들은 시간을 못 맞출 것 같네"
"And I can't get no hearing from that Memphis girl of mine."
"그리고 내 맴피스 여자에 대해 아무 소식이 없었네."
또한 블루스는 우울, 불행, 억압을 받으며 가사또한 풍자화되었다.
"Rebecca, Rebecca, get your big legs off of me,"
"레베카, 레베카, 너의 큰 다리를 내게서 치워줘,"
"Rebecca, Rebecca, get your big legs off of me,"
"레베카, 레베카, 너의 큰 다리를 내게서 치워줘,"
"It may be sending you baby, but it's worrying the hell out of me."
"너를 보낼수도 있지만, 내게서 벗어나는게 문제네."
빅 조 터너의 〈Rebecca〉

## 형식[9]
블루스는 음악적으로 따지면 독특한 방식을 보유하고 있다. '도레미파솔라시도'의 7음 가운데 미와 시가 반음 내려가고 (b), 파는 반음 올라가 (#), 3음이 블루지한 상태를 보인다. 그러나, 그것도 정확히 반음 올라가고 내려가는 것이 아닌 피아노로는 어려운 미분음의 개념이다. 이 반음 가까이 낮아지는 음을 블루 노트라고 한다. 또한 코드 진행상 '도미넌트 코드 (Ⅴ)' 앞에 '서브 도미넌트 코드(Ⅵ)' 가 위치하는 일반 패턴과 달리, 도미넌트가 서브 도미넌트를 앞선다. 또한 '도레미파솔라시도' 가 아닌 '도시라솔파미레도'의 순으로 높은 음에서 내려오는 이른바 하행 선법이다. 여러모로 클래식이 확립해놓은 양식과 개념에서 일탈해있는 음악이다. 하지만 무엇보다 블루스의 탄생 배경에서 '흑인 노예' 및 '목화 밭에서의 노동'이라는 점은 매우 중요한 개념이다. 흑인 노예란 피압박 인종을 뜻하며, 목화 밭에서의 노동이라는 것은 블루스가 노동가, 혹은 노동민중의 가요임을 알려준다.
| I  | I or IV | I | I7     |
| IV | IV      | I | I7     |
| V  | V or IV | I | I or V |

| C | C or F | C | C7     |
| F | F      | C | C7     |
| G | G or F | C | C or G |

블루스 선법이 다른 것도 실은 여기서 비롯되었다고 할 수 있다. 억압받는 사람의 소리이기에 거기엔 '저항의 요소'가 내재해 있다. 분위기와 자극이 가해지면 일시에 분출하고야 마는 폭발성이 있다. 말 그대로 '휴화산'이다. 초창기 백인 주인들이 드럼을 금지시켰던 이유가 바로 여기 있다. 흑인 노예들은 자신들의 고향인 아프리카에서 타악기의 비트에 맞춰 노래하고 춤추는 전통을 지녔기에, 이를 그냥 내버려두면 종족적 통일성이 고무되고 나아가서는 백인 주인들에 대한 반항과 폭동을 일으킬 불상사의 소지가 있었기 때문이었다. 백인들은 드럼을 금지시키는 대신, 내키는 대로 노래하는 흑인들에게 순종을 유도하기 위한 목적에서 유럽 스타일의 음악을 가르쳐주었다. 오늘날 가장 기본이 되는 12마디 가사 구성의 블루스 구조는 4/4박자의 일반적인 12마디 하모닉 진행이라 볼 수 있다. 12마디 블루스에서 코드 조합은 대개 3가지의 다른 코드를 사용하여 12마디를 연주한다. 그당시 사람들이 코드에 로마 숫자를 매겨 음도를 표시했는데, 예를 들어 C키 기준으로 C는 토닉 코드 (I, 1도), F는 서브도미넌트 (IV, 4도), G는 도미넌트 (V, 5도)라 한다. 진행상 마지막 코드인 도미넌트 (V, 5도)는 턴어라운드, 즉 다음 진행의 처음으로 가기위한 발판으로 쓰일수 있다. 이러한 방법은 일반적으로 10번째 마디의 마지막 박자(1마디 4박자 기준으로 4번째), 혹은 11번째 마디의 첫박자(1마디 4박자 기준으로 1번째) 쓰인다. 다른 방법으론
| C7  | F7 or C7 | C7 | C7 | C7  | C7 |
| F7  | F#ο7     | C7 | C7 | A7  | A7 |
| D-7 | G7       | C7 | A7 | D-7 | G7 |

| C7 | F7 or C7 | C7 | C7 |
| F7 | F7       | C7 | C7 |
| G7 | F7       | C7 | G7 |

마지막 2마디의 코드 진행과는 다른 턴어라운드로써의 기능을 하는 노트 플레이를 하기도 한다. 이것 외에도 턴어라운드는 수 없이도 많다. 이 12마디 진행은 전체, 혹은 일부분을 하모닉 7th 코드로 바꾸어 칠수도 있다. 이러한 7th 코드를 사용하여 나타내는 특징을 "블루스 세븐" 이라 칭한다. 이러한 12마디 진행은 리듬앤블루스와 록큰롤, 재즈에 기초가 된다. 화성학적으로, 블루스는 아프리카 음악과 유럽의 다이어토닉 (Diatonic) 음악을 섞었다. 초기엔 블루스는 아프리카 노래에 더 가까웠다. 가장 오래된 블루스에선 코드가 거의 바뀌지않았고, 토닉 코드 위에 간단한 멜로디를 얹는 형식이었다. 1920~40년대 블루스 뮤지션들은 세련된 서부의 화성을 넣어 서서히 변화시켰다.

#### 스케일
스케일을 설명하기 전, 나란한조를 설명해야한다. 나란한조는 메이저와 마이너 스케일 사이의 거리가 b3, 단3도 관계이면 나란한 조라 할 수 있는데, 예를 들어 C 메이저에서 먼저 3도를 내린다. 그러면 Ab이 되는데, 구하는 건 단3도이므로 반음을 올려준 A, 즉 C 메이저의 나란한조는 A 마이너가 된다.
| 완전 | 1도 | 4도 | 5도 |
| 장   | 2도 | 3도 | 6도 |

블루스에서 펜타토닉 스케일을 빼놓을 수 없는데, 이 펜타토닉에도 마이너와 메이저 스케일이 존재한다. 마이너 펜타토닉의 구성은 1, b3, 4, 5, b7 (C키 기준 C, Eb, F, G, Bb : C 마이너 펜타토닉) 이고, 메이저 펜타토닉은 여기서 b3(단 3도)를 올린 3, 4, 5, b7, 1 (Eb키 기준 Eb, F, G, Bb, C : Eb 메이저 펜타토닉)이 된다. C마이너 펜타토닉에서 b5(감5도)만 추가하면 블루스 스케일이 된다. 메이저 스케일, 펜타토닉 스케일, 그리고 블루 노트들만 사용하는 대표적 예로 B.B. 킹을 들 수 있다.

## 역사

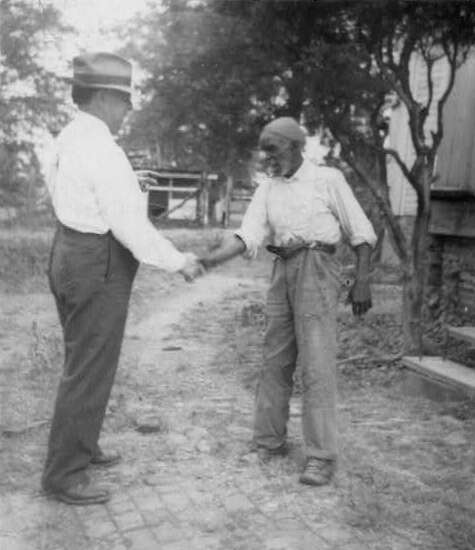
존 로맥스 (왼쪽)가 앨라배마의 섬터빌에서 뮤지션 "엉클" 리치 브라운 과 악수하고 있다.

### 기원
처음 발매된 블루스는 1908년 안토니오 마지오의 〈I Got the Blues〉이다. 그 뒤를 이어 하트 반드의 〈Dallas Blues〉가 1912년 발매되었고, W.C. 핸디의 〈Memphis Blues〉가 같은 해에 나왔다. 처음으로 녹음된 아프리카계 미국인 가수는 마미 스미스, 1920년 페리 브래드포드의 〈Crazy Blues〉이다. 하지만 블루스 기원은 10년 전쯤 일찍인데, 1890년도 정도로 추정된다. 블루스는 미국 남부 목화 농장의 노예들로부터 시작된다. 남북전쟁 이후, 농장에서 흑인 노예들에 의해 불리었던 할러, 혹은 노동요로 불리는 음악들은 농장제가 없어지면서 동시에 소멸되었지만, 아프리카적 요소들을 고스란히 도입하고 있던 이러한 음악들이 민스트럴 쇼, 교회에서 불리던 복음성가 등과 합쳐지면서 렉타임, 부기우기 등으로 발전 되었고, 블루스의 원류를 형성하는 음악이 된 것이다. 따라서 블루스는 본질적으로 아프리카적 미국 음악이다. 그리고 블루스가 완전한 형태를 이룬 것 역시 농장제의 와해와 맞물린 19세기 후반으로 여겨지고 있다. 또한, 오늘날 블루스의 기본적인 형태인 12마디 블루스 역시 이 시기에 나타난 것으로 보이지만, 당시에 주로 쓰이던 형태는 12마디 블루스가 아닌, 8마디 블루스가 2번 나열되는 형태였다.
블루스는 20세기 초, 남부 텍사스와 미국 남부에서부터 기록되기 시작된다. 찰스 피바디가 블루스는 미시시피의 크락스데일에서 나타났다 하고, 게이트 토마스는 1901~1902년 사이 남부 텍사스에서 매우 비슷한 노래가 나왔다고 말했다. 두 사람의 말을 조합하면 어느 정도 일치하긴 하는데, 젤리 롤 모튼의 기억에 의하면 1902년 뉴올리언스에서 처음으로 블루스를 들었다 한다. (마 레이니, 그녀 또한 같은 해에 미주리에서 처음으로 블루스를 접했다고 한다.) 그리고 W.C. 핸디 또한, 블루스를 1903년 미시시피의 트월러에서 들었다고 하는데, 그의 감상평은 이러했다. "살면서 들은 것 중 제일 이상했던 음악이었다. The weirdest music I had ever heard." 처음으로 이것에 대해 광범위한 조사를 시작한 사람은 하워드 W. 오덤인데, 1905년에서 1908년 사이에 미시시피의 라파예트, 조지아의 뉴톤 카운티에서 방대한 포크 노래를 출판한 사람이다. 첫 번째 비상업적 목적의 블루스는 폴 올리버의 〈Proto-Blues〉인데, 이것을 오덤이 20세기 초 연구 목적으로 만들었던 것이다. 하지만 지금은 전부 소실되었다.
1924년 로렌스 겔러트에 의해 발매된 음반은 아직도 들을 수 있다. 이후, 미국 의회도서관 미국 포크송 기록 보관소의 의장이 된 로버트 W. 고든에 의해 음반이 더 많이 발매된다. 그의 후임으로 존 로맥스가 되는데. 1930년에 로맥스와 그의 아들 알렌은 실험정신을 가진 필드홀러, 링 샤우트와 같은 장르의 비상업성 블루스 음반을 많이 제작하였다. 현재까지도 찾아볼 수 있는 1920년대 이전 음악은 〈Lead Belly〉 와 〈Henry Thomas〉가 있다. 그들의 음악은 현존하는 12마디 블루스, 8마디 블루스, 16마디 블루스와는 전혀 다른 형식을 보여준다.
블루스가 나타나게 된 경제적, 사회적 이유는 아직 확실하게 밝혀진 것이 없다. 첫 출현 시기를 보통 1870~1900년대 중 노예 해방 선언 이전, 혹은 주크 조인트가 생겨난 뒤라고 생각한다. 이 시기들은 과도기라고 볼 수 있는데, 이 시기에 노예제도를 통한 노역, 작은 규모의 농업생산, 미국 남부에서 기차길이 확장된 것을 예로 들 수 있다. 몇몇 학자들은 1900년대 초반에 그룹의 의견보다는 개인의 의견이 많이 반영되어 블루스가 발전된 것을 특징이라 본다. 그들의 사회 속 불만을 이용해 만들어진 블루스의 발전은 근대에 이루어진 노예 해방 선언과 연관되어 있다.
로렌스 라빈에 의하면
"there was a direct relationship between the national ideological emphasis upon the individual, the popularity of Booker T. Washington's teachings, and the rise of the blues."
"개인에 대한 국가적 이념 강조와 유명한 부커 T. 워싱턴의 가르침, 블루스가 떠오르게 된 것, 모두 서로 직접적인 연결이 있었다."
"psychologically, socially, and economically, African-Americans were being acculturated in a way that would have been impossible during slavery, and it is hardly surprising that their secular music reflected this as much as their religious music did."
"정신적, 사회적, 그리고 경제적으로든 흑인들은 노예 생활동안 불가능하다 생각됐던 방식으로 문화에 적응하고 있었기에 속세에 대한 것들을 반영한 음악은 그들의 종교 음악 만큼이나 놀라운 일이 아니었다."

#### 블루스와 재즈[25]
블루스와 재즈는 자주 논쟁거리로 언급된다. 많은 사람들은 재즈가 블루스에서 파생되었다고 보거나, 재즈가 블루스의 시초가 되었다고 생각한다. 그러나 둘다 사실이 아니다. 블루스와 재즈는 마치 형제처럼 같이 양옆에서 자랐다. 블루스는 재즈의 기초 형성에 도움을 주었고, 재즈 혹은 블루스는 어느쪽에서든 파생되지 않았다.
정의로 구분짓자면, 블루스는 음악적 형태와, 장르, 재즈는 음악적 예술 형태이다. 블루스는 코드 진행과 장르를 이 안에서 만들었다고 확신할 수 있지만, 재즈는 이것을 파악하기 매우 어렵다. 19세기의 렉타임과 모던 퓨전 음악을 전부 포함하고 있어 범위가 매우 넓기 때문이다. 블루스와 재즈는 이러한 점에서 차이점들이 있지만, 사실 공통점이 많다. 둘다 미국 남부 (Deep South)와 19세기 말에 만들어졌다. 블루스는 아프리카-아메리칸 그들의 노동요, 스피릿튜얼스, 필드 찬트 그리고 할러에서 왔다. 또한 특징인 코드 진행, 플랫, 혹은 밴드 노트, 블루 노트, 그리고 슬프고 우울한 가사가 있다. 재즈도 마찬가지로 남부 아프리카계 미국인으로부터 나왔지만, 결과적으로 아프리카와 유럽 음악이 섞였다. 재즈 초기 당시 유명한 음악으로 인정받았고, 특색으로 블루 노트, 즉흥연주, 싱코페이션(당김음, 흔히들 싱코라고 하는 이것은 어울리는 한도 안에서 박자를 수정하는 것을 말한다), 그리고 '스윙 노트'를 알렸다. 재즈는 초기 뉴올리언스 딕시랜드, 스윙 시대의 빅 밴드 음악, 비밥, 라틴 재즈, 퓨전, 에시드 재즈, 펑크, 힙합, 그리고 당연히 블루스에게도 영향을 미쳤다.

### 1910 ~ 20년대
1910~1920년대 등장한 초기의 블루스 뮤지션들은 거의 대부분이 미국 남부지역 출신 흑인이었다. 그 중에서도 블루스의 발원지로 거론되는 미시시피 유역은 거대한 목화 농장들이 모여있던 지역이다 보니, 다른 어떤 곳 보다도 블루스의 원류가 되었던 노동요나 할러의 전통이 강하게 남아있었을 것 이고, 이러한 전통이 이들 초기 블루스 뮤지션에게 음악적인 토양을 만들어 주었음은 쉽게 생각해 볼 수 있는 일이다.
미시시피 델타 블루스로 불리기도 하는 초기의 블루스는 컨트리 블루스 혹은 포크 블루스로 불리기도 한다. 클럽에서 대규모의 빅밴드와 함께 연주하던 스윙 재즈와는 달리, 대부분의 블루스 뮤지션들은 떠돌이 악사들 수준이었다. 어쿠스틱 기타나 하모니카가 악기의 전부였고 글을 읽거나 쓰기는커녕, 악보조차도 제대로 볼 수 없는 문맹이 대부분이었다. 흑인이 대부분이어서였다. 하지만, 음악이란 풍부한 자원을 공급할 수 있는 가능성을 가진 그들을 당시의 레코드 회사들이 그냥 지나치지는 않았다. 찰리 패튼(Charley Patton), 선 하우스(Son House), 로버트 존슨과 같은 뮤지션들이 하나 둘씩 레코딩을 시작했고, 백인들에게도 블루스의 존재가 조금씩 알려지기 시작했던 것이다.
미시시피 델타 블루스가 완전한 형태를 갖춘 것은 1930년대의 일 이었다. 그리고 남부 블루스의 뮤지션들 중에서도 로버트 존슨의 존재는 후대에 큰 인상을 남겼다. 그의 기타 스타일은 곧 이어 탄생할 시카고 블루스(혹은 일렉트릭 블루스라고 불린다)에도 많은 영향을 끼쳤고, 여자친구에게 독살당하게 되는 비극적인 죽음은 그의 음악을 더욱 극적으로 만들어 주기도 했다.

### 1930년대

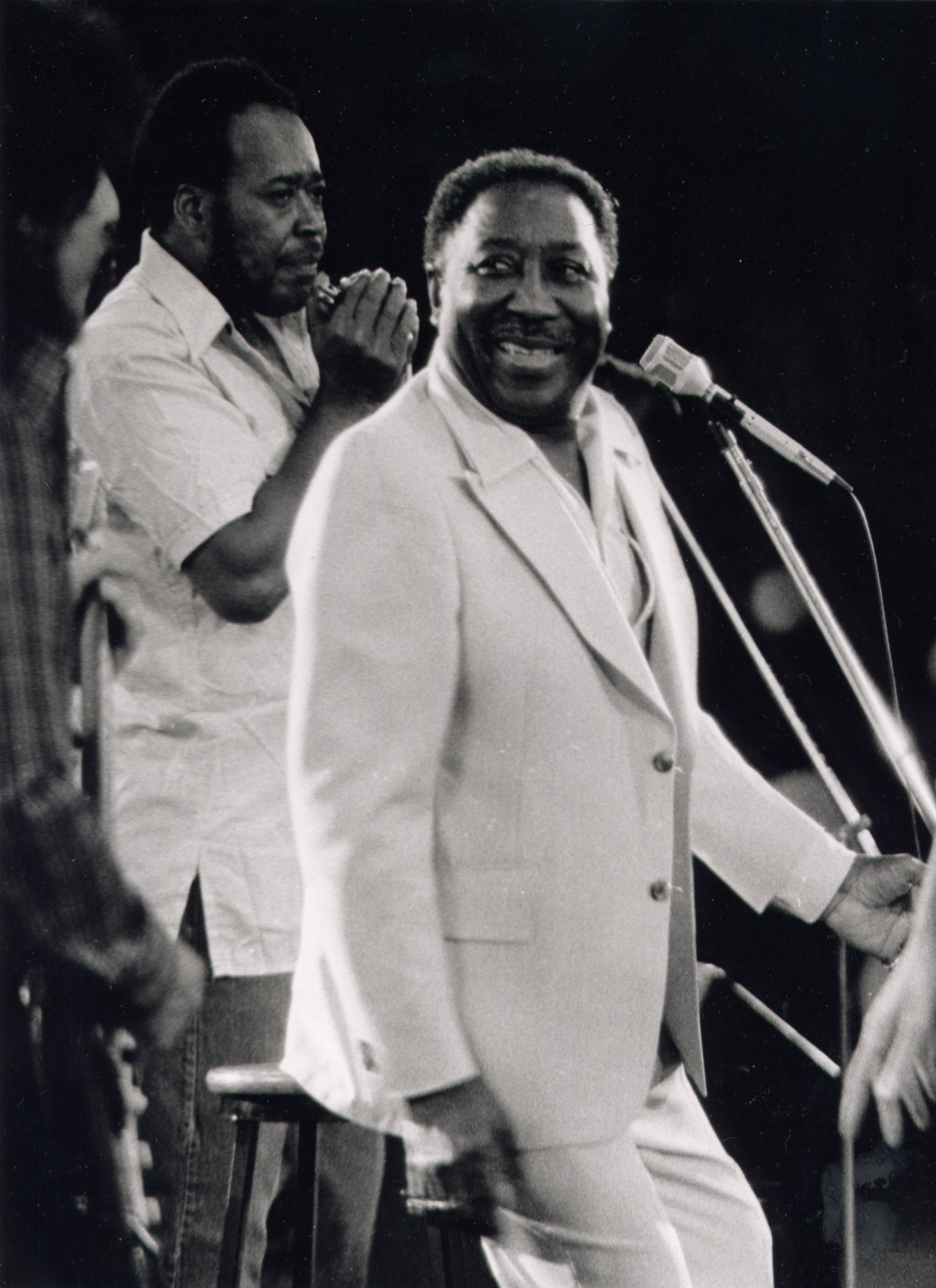
머디 워터스

미국의 30년대는 대공황과 2번에 걸친 세계대전으로 수백만 명의 흑인들이 남부를 떠나 북부 도시로 이동하게 되자, 블루스는 좀 더 넓은 지역으로 펴져나갔고, 도시 환경에 적응하게 되었다. 가사에도 도시풍의 주제가 사용되었고, 블루스 밴드들은 블루스 가수 외에도 피아니스트, 하모니카, 베이스, 드럼으로 구성된다. 블루스는 처음엔 앨틀랜타, 멤피스, 세인트루이스에 맨 처음 정착되고, 그 후에 시카고와 뉴욕, 디트로이트 등지로 퍼져나가게 된다.
이러한 도시풍의 블루스를 어반 블루스라 부르는데, 이 어반 블루스의 발전에 가장 큰 역할을 한 곳은 시카고였다. 어반 블루스는 컨트리 블루스의 요소와 도시적인 컬러를 적절히 융합한 절충주의의 형태를 띄고 있다. 여기서 도시적인 컬러의 의미는 재즈적인 이디엄을 가리킨다고 볼 수 있을 것이다.
1930년대와 1940년대 초의 중요한 어반 블루스 스타일 중 하나로 부기우기를 뽑을 수 있다. 부기우기는 피아노, 싱어등으로 이루어진 소규모 구성의 밴드로 자주 연주되었다. 부기우기 스타일은 정형화된 베이스 리듬, 짧은 구성의 악구 반복 등의 왼손 연주나, 코드나, 트릴같은 연주법으로 표현된 오른손 기법을 말한다. 부기우기의 선구자는 시카고가 기반인 지미 얀시와 부기-우기 트리오 (알버트 암몬스, 피트 존슨 그리고 미드 럭스 루이스)라 할 수 있다.
대 도시에서 유행하던 스윙 재즈의 스타일을 받아들여 재즈적 취향이 강한 대규모의 블루스 밴드들이 나타나기 시작했다. 캔자스 시티의 지역 밴드, 베니 모텐의 캔자스 시티 오케스트라, 제이 맥샨, 그리고 the 카운트 베이시 오케스트라 또한 블루스에 집중되어 있었고, 12마디 진행을 토대로한 베이시의 〈One O'Clock Jump〉, 〈Jumpin' at the Woodside〉 그리고 지미 러싱의 〈Blues Shouting〉 , 〈Going to Chicago〉, 〈Sent for You Yesterday〉를 예로 들수 있다. 1940년, 재즈의 관악기 편성을 받아들임과 더불어, 렉 타임, 부기우기의 전통을 받아들여 탄생된 또 다른 어반 블루스 스타일이 있는데, 바로 점프 블루스이다. 이러한 스타일의 개발로 인해 발전한 어반 블루스는 조용하고 사색적인 느낌의 남부 블루스와는 달리 활기차고, 격렬한 느낌을 청중들에게 전달했다. 후에 점프 블루스는 로큰롤과 리듬 앤 블루스의 탄생에 영향을 미치게 된다. 1920 ~ 30년대에 멤피스 미니, 탬퍼 레드, 빅 빌 브룬지, 존 리 서니 보이 월리엄슨 등은 시카고에서 인기있던 블루스 가수였지만, 제2차 세계대전 이후, 머디 워터스, 하울링 울프, 엘모어 제임스, 리틀 월터 제이콥스 등의 새로운 블루스 맨으로 바뀌었다.

### 1940년대

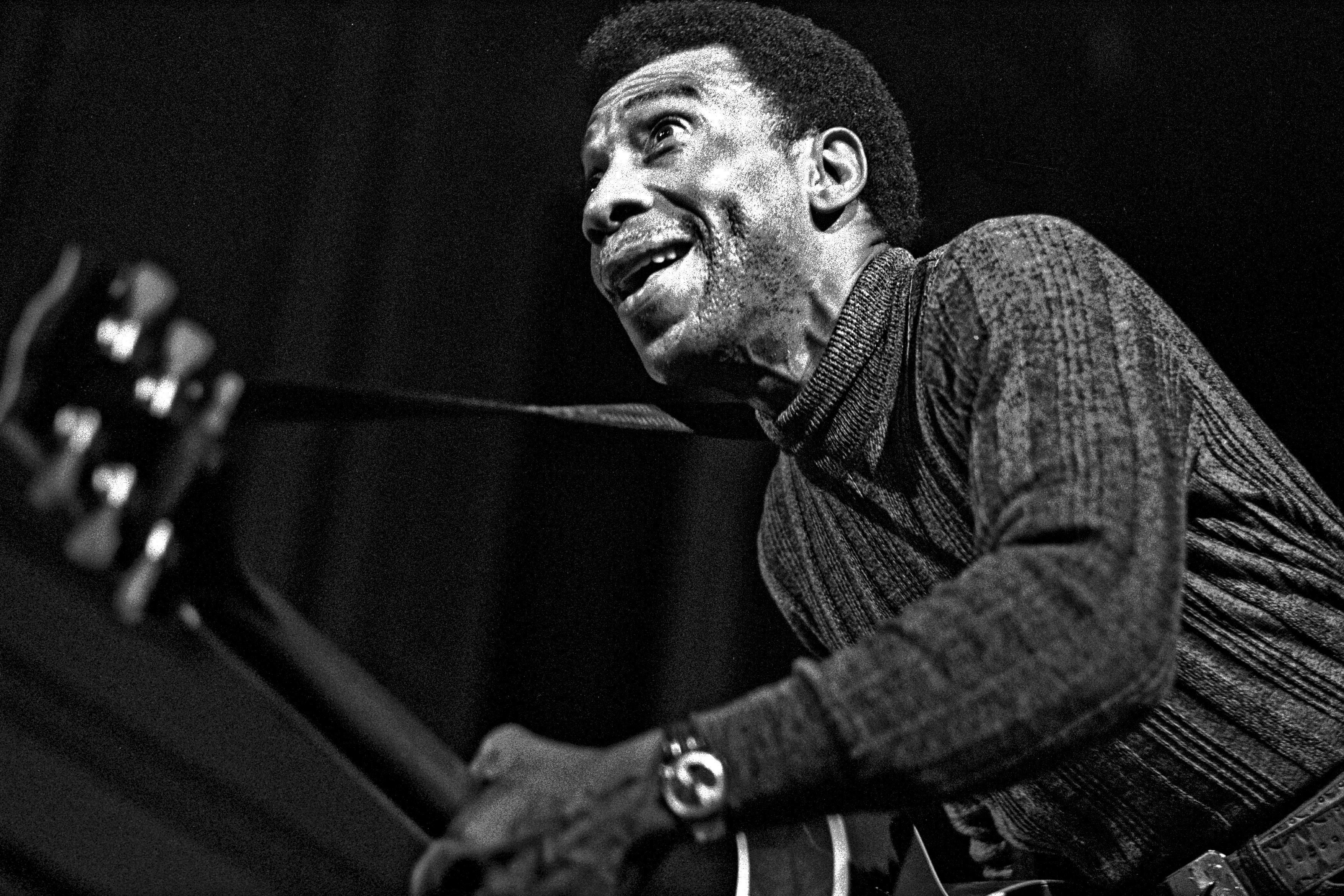
T-본 워커의 1972년 사진

1931년 일렉기타가 발명되고, 레스 폴, 로니 존슨, 시스터 로제타 타프, T-본 워커 (T-Bone Walker), 그리고 재즈 기타리스트 찰리 크리스천에 의해 일렉트릭 기타가 도입된 이후, 1950 ~ 60년대부터 일렉기타는 팝 뮤직에서 가장 중요한 악기가 된다. 이 시기부터 블루스 역시 일렉트릭 기타를 받아들이기 시작하는데, 티본 워커에 의해 블루스로 도입된 일렉트릭 기타의 사용은 대규모 콘서트 홀에서의 연주가 많아지기 시작한 블루스맨들에게는 어쩔 수 없는 선택이었던 것이다. 하지만, 고출력 엠프를 동반한 일렉트릭 기타의 사용은 단지 사용되는 악기만 변화시킨 것이 아니었다. 과거 어쿠스틱 기타에서는 사용할 수 없었던 일렉트릭 기타만의 독특한 주법들이 사용되기 시작되었고, 본격적으로 모던 블루스의 시대가 시작되었음을 알리는 신호탄이 되었기 때문이다.
이를 일렉트릭 블루스, 혹은 시카고 블루스라 부른다. 1940년대에 주로 시카고 남부의 바나 클럽에서 생겨났는 데, 이 새로운 스타일은 시카고, 맴피스, 디트로이트 등지에서 유명해지기 시작했다. 머디 워터스, 하울링 울프 등으로 설명되는 일렉트릭 블루스는 일렉트릭 기타, 하모니카, 더블 베이스(후에 일렉트릭 베이스로 교체된다), 전자 피아노 혹은 전자 오르간, 드럼으로 소규모 편성되어 연주된다. 일렉트릭 블루스는 컨트리 블루스와는 여러 면에서 다르다. 컨트리 블루스보다 발전한 형태이고, 악기의 사용도 기타 아니면 하모니카가 전부였던 컨트리 블루스에서 보다 다양해져서 시카고 때부터 피아노와 베이스, 드럼 등이 본격적으로 사용되어 음악적인 테크닉 및 표현방식이 휠씬 다양해지기 시작한다. 블루스에 일렉트릭 기타가 도입된 이후 후대 뮤지션들에게 큰 영향을 미친 수 많은 전설적 뮤지션들이 나타나기 시작했다. 엘모어 제임스 (Elmore James), 윌리 딕슨, 티본 워커등은 로큰롤과 록의 출현에 직접적인 영향력을 행사했다.
최근에 들어와 흑인 음악을 통칭하는 표현으로 사용되는 '리듬 앤 블루스는 사실 1940년대의 일렉트릭 블루스를 의미하는 표현이었다. 일렉트릭 블루스가 재즈, 그리고 가스펠적인 요소를 받아들임으로써 탄생한 리듬 앤 블루스는 그 어떤 블루스 보다도 블루스의 전통에 가까운 블루스 음악이라고 할 수 있었다. 그리고, 가장 흑인적인 음악이라는 리듬 앤 블루스가 백인적인 전통이 강한 음악 컨트리 앤 웨스턴과 합쳐짐으로써 인종을 초월한 음악 로큰롤이 탄생한 것은 대중음악사에서 가장 큰 아이러니라고 할 수 있을 것이다.
남부의 흑인노예들은 2번에 걸친 세계대전 기간에 주인이 해방시켜주었든, 몰래 도망치든 북부 대도시로 이동하게 되었고, 1940년대에 시카고와 같은 도시에서 전기로 소리를 증폭하는 일렉트릭 기타를 접하게 된다. 흑인들은 전기 증폭에 의해 마침내 컨트리 블루스에서는 없던 리듬을 만들게 된다. 리듬 앤 블루스는 그렇게 생성된 것이었다. 여기서 리듬 앤 블루스는 우리가 근래 일컫는 개념과는 다르다는 것을 알 수 있다.
블루스에 리듬이 들어가면서 음악은 슬픈 기조에서 매우 밝고 힘찬 음악으로 변모해갔다. 윌리 딕슨이란 작곡자가 1948년 유명한 시카고 블루스 연주자인 머디 워터스의 음반 《I Can't Be Satisfied》 (1948)을 듣고 한 말은 이 과정을 생생히 설명해준다. "주변에 블루스를 부르는 사람은 꽤 있었다. 하지만 그들은 대부분 슬픈 블루스를 노래했다. 머디 워터스는 그 블루스에 원기를 불어넣었다. 머디 워터스와 같은 아티스트에 의한 '활기찬 블루스'는 리듬 앤 블루스로 불리었다."
리듬 앤 블루스는 시간이 갈수록 더 템포가 빨라지게 되었고 사람들은 그 빠른 리듬 앤 블루스를 로큰롤로 부른다. 이것에 대해 리틀 리처드는
"네가 앉아서 로큰롤이 정말 무엇인지 생각해본다면, 질문을 (리듬 앤 블루스를 어떠한 빠르기로 치면 로큰롤이 되는지로) 바꾸어야 할 것이다. 보통의 속도로 연주하면 블루스라 부를 것이고, 빠른 속도로 연주하면 로큰롤이라 부른다.
When you sit down and think about what rock ‘n’ roll music really is, then you have to change that question. Played up-tempo, you call it rock ‘n’ roll; at a regular tempo, you call it blues."

### 1950 ~ 60년대

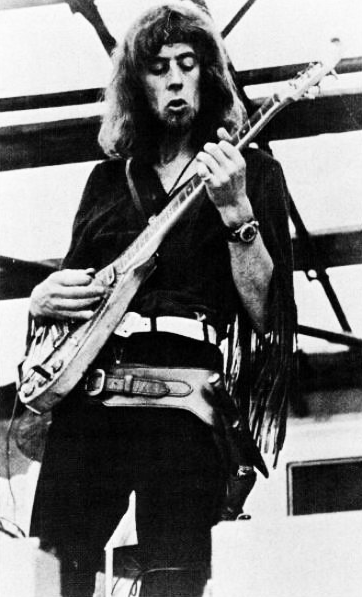
존 메이올의 1970년대 모습

대중음악의 형성 과정에 있어서 블루스의 가장 큰 역할은 바로 "록 음악의 탄생"에 관한 것이었다. 1950년대 후반, 블루스의 성장과 함께 백인들이 블루스를 받아들이기 시작했고, 블루스 음악을 백인들의 취향에 맞게 가공하면서 록 음악이 생겨나기 시작한 것이다. 그런데, 블루스의 성장과 록 음악의 탄생이 이뤄진 곳은 블루스의 발상지인 미국이 아닌 대서양 건너 영국 땅 이었다. 한편, 머디 워터스와 같은 블루스 열풍이 사그라들기 시작했다. 빅 빌 브룬지와 윌리 딕슨은 유럽에 새로운 시장을 찾기 시작했고, 딕 워터맨과 그가 유럽에서 만든 블루스 페스티벌은 영국에서 블루스가 유명해지는 중요한 역할을 하게 된다. 영국안에서, 밴드들은 전설적인 미국 블루스들을 따라하기 시작했고, 록을 기반으로한 영국 블루스 밴드는 1960년대에 막대한 영향을 끼치게 된다.
미국의 블루스 록이 로큰롤의 토대위에서 성장했다면 영국 블루스 록의 기초는 '스키플(Skiffle)'에서 활성화되었다고 볼 수 있다. 흔히 영국의 로커 빌리, R&B와 영국 컨트리 음악의 퓨전, 영국의 블루그래스 등으로 규정되는 스키플은, 초기의 가난했던 미국 흑인들의 블루스와 재즈를 연주하기 위한 영국인들의 시도에서 출발했다.
비틀즈의 멤버들이 중학교에 재적할 무렵 대 유행기를 거친 스키플 사운드는 로니 도니건(Lonnie Donegan)이 밴조를 연주하던 '켄 콜리어 밴드(The Ken Colyer Band)'에서 그 근원을 찾는다. 그가 얼마 후 본격적인 스키플 사운드를 지향하는 '로니 앤 히즈 스키플 그룹(Lonnie & His Skiffle Group)'과 함께 런던의 로얄 페스티벌 홀에서 연주회를 가졌을 때 영국의 로커빌리는 활성화되기 시작한다. 50년대를 히트 퍼레이드의 권좌에 앉아 화려하게 보낸 스키플이 본격적인 브리티쉬 블루스 록으로 변화하기 시작한 것은 60년대 초반의 일이었다. 알렉시스 코너(Alexis Korner), 시릴 데이비스(Cyril Davis), 스크리밍 로드 서치(Screamin' Lord Sutch), 그래험 본드(Graham Bond), 존 메이올 등의 선구자들에 의해 꽃 피우기 시작한 영국의 블루스는 자국의 탄탄한 음악적 전통 속에서 블루스의 본산지인 미국의 시도에 앞서 나가기 시작했다. 또한, 이들의 영향을 받은 롤링 스톤스, 비틀즈, 프리티 싱스(Pretty Sings)와 같은 밴드들이 전면에 나서기 시작하면서, "브리티시 리듬 앤 블루스(British Rhythm and Blues)"로 불리는 영국 특유의 블루스 음악이 록으로 진화하기 시작한 것이다.
한편, 본산지로서의 자존심을 여지없이 짓밟힌 미국의 블루스 계는 폴 버터 필드(Paul Butterfield), 블루스 프로젝트(Blues Project) 등이 로커 빌리를 잠식하면서부터 블루스 록의 신화를 창조하기 시작한다. 물론 미국의 그것도 영국과 마찬가지로 자국의 로큰롤에 기초하여 성장해 나갔으며, 뿌리 깊은 블루스의 옹호 위에서 60년대 록 사운드를 주도해 나갔다. 캘리포니아를 중심으로 모여든 히피들이 포크 음악에 관심을 가지면서 이른바 에시드 록이라는 약물과 밀접한 관련을 맺는 음악들이 나타나기 시작한다. 곧 이어 제니스 조플린(Janis Joplin) 이 등장하면서 포크에 국한 되어있던 히피들의 관심은 대번에 블루스 음악으로 확장되었고, B.B. 킹, 루더 엘리슨(Luther Allison)과 같이 재야에 숨어있던 블루스 맨들이 다시 전면에 나서기 시작했다. B.B. 킹의 전설적인 기타 테크닉은 그를 'King Of The Blues'란 타이틀까지 얻게 한다. 한편 존 리 후커와 머디 워터스는 계속 공연에 집중하면서, 전통적인 블루스에 깊이 빠져있는 새로운 아티스트를 찾는다. 미국 태생인 타지 마할과 같은 사람을 말이다. 훗날, 존 리 후커는 자신의 블루스와 어린 백인 뮤지션을 미숙한 록과 섞어서 새로운 음악 스타일을 만들게된다. 바로 1971년 앨범 《Endless Boogie》다.

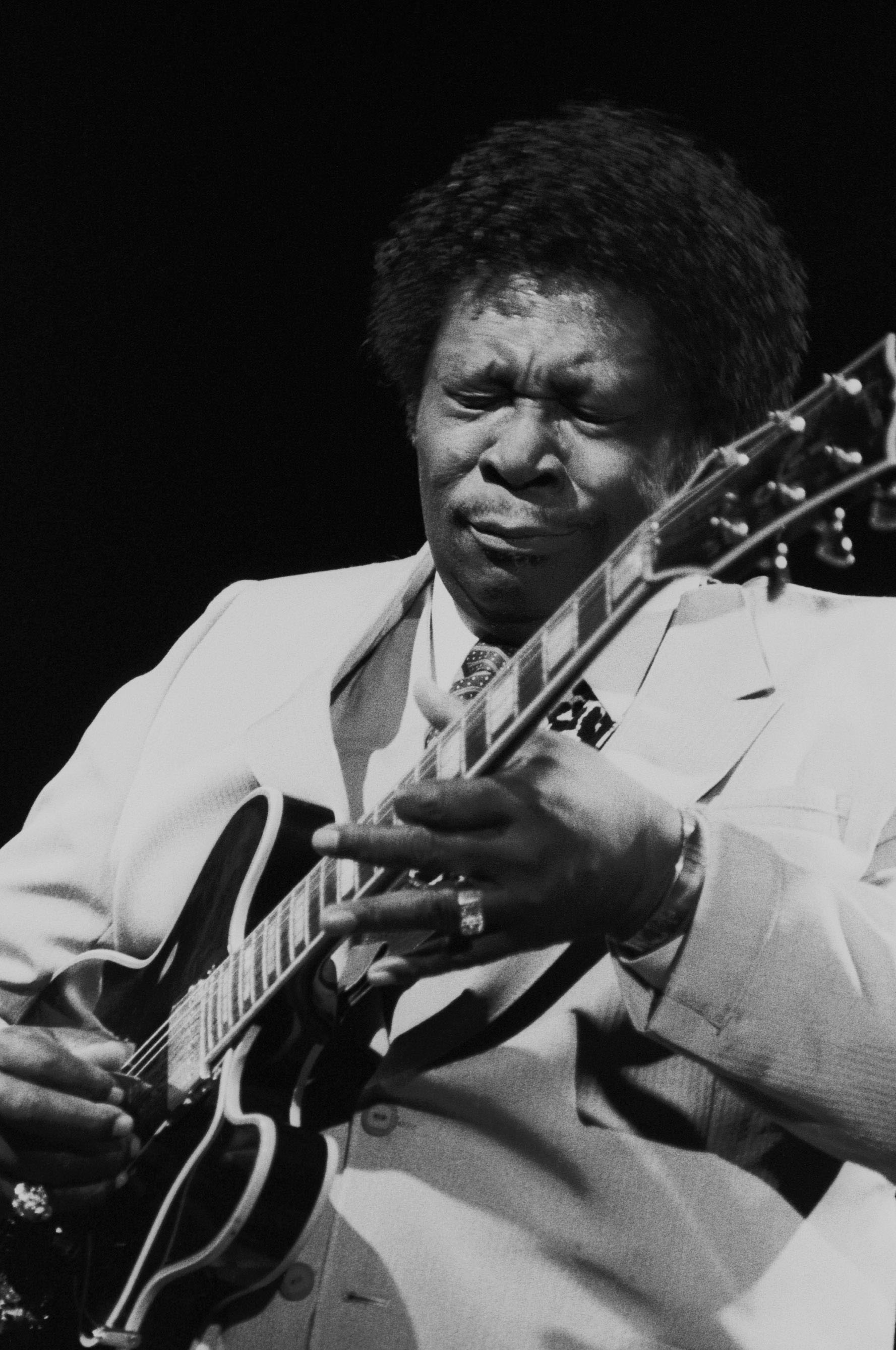
B.B. 킹의 1985년 모습

시카고 블루스 스타일과는 달리, 거장 밴드들은 힘센 금관 악기를 사용했는데 슬라이드 기타와 하프(10홀 단음 하모니카) 대신, 색소폰, 트럼펫, 트럼본을 사용하기 시작한 것이다. 테네시 출신 바비 블루 밴드, B.B. 킹과 같은 블루스 맨은 R&B 장르와 블루스를 같이 하기 시작한다. 이 시기에 프레디 킹과 알버트 킹은 록, 소울 뮤지션 (에릭 클랩튼, 부커 T & the MGs)과 자주 연주 했고, 이러한 장르 음악에 막대한 영향력을 끼쳤다.
백인들이 1960년대 블루스에 관심을 가질 때, 시카고를 기반으로 한 폴 버터필드 블루스 밴드와 영국 블루스의 움직임이 활발해졌다. 영국 블루스는 당연한 말이지만 영국에서 만들어졌다. 애니멀스, 플랫우드 맥, 존 메이올 & 블루스브레이커스, 롤링 스톤스, 야드버즈, 크림 그리고 아이리쉬 뮤지션인 로리 갤러거 (Rory Gallagher Corner) 등이 있는데, 그들은 전통 델타, 시카고 블루스에 기반한 클래식 블루스를 연주했다. 1960년대 초, 영국인과 블루스 뮤지션들은 미국 블루스 록 퓨전 연주자들의 규모에 놀랐는데, 더 도어스, 캔디드 히트, 초기 제퍼슨 에어플레인, 제니스 조플린, 조니 윈터, J. 게일 밴드, Ry 코더, 올먼 브러더스 밴드 그리고 블루스 록 연주자인 지미 헨드릭스는 당시 시장에선 희귀했다. 어쨌건, 이러한 아티스트들은 록이 블루스의 영향에 끼치게 하게 하는 계기가 된다.

#### 브리티시 록과 아메리칸 록[42]
영/미의 블루스 록은 거의 같은 기초 위에서 출발했지만 전성기를 맞이했을 때에는 이미 상당한 차이를 보이고 있었다. 영국과는 달리 60년대의 미국은 반전, 반정부적인 색채의 사회사상이 무르익고 있었다. 따라서 히피를 연상시키는 당시의 아메리칸 블루스 록은 영국의 신사적인 블루스보다 더욱 싸이키델릭한 사운드에 근접해 있다. 반면에 영국의 블루스 록은 싸이키델릭적 요소 이전에 자국의 록을 형성해온 전통적인 브리티쉬 스타일에 기초한 것이었다. 비틀즈, 롤링 스톤스, 애니멀스 등을 배출해 낸 탄탄한 기초 위에 영국의 블루스 록은 체계적이고 정당화된 힘을 지니고 있었다.
따라서 미국의 블루스 록이 60년대의 록 정신에 충만한 사운드였다면, 영국의 그것은 보다 필은 자국의 안정된 사운드로부터 유래한 것이었다. 영국의 블루스 록이 보다 완성적이고 담백할 수 있었던 이유가 바로 여기에 있다. 그러나 외형적인 결함으로 아메리칸 블루스 록의 사상을 외면할 수는 없다. 왜냐하면 미국의 싸이키델릭 블루스는 무엇보다도 중요한 사회 참여 의식과 저항의 횃불을 간직하고 있었고, 또 그것이 60년대 대중 음악사의 얼굴이었기 때문이다.
블루스 록이 전성기에 달했을 때 영국과 미국의 사운드는 대서양을 넘어, 단합과 자유의 함성 속에서 융합되기 시작한다. 이후 60년대가 지나가고 70년대 초반을 넘어섰을 때 진정한 의미의 블루스 록은 거의 자취를 감추고 말았다.

## 세계 음악에 끼친 영향
블루스의 음악적 스타일, 형태, 멜로디, 스케일등은 많은 장르의 음악에 영향을 끼쳤다. 예를 들면 로큰롤, 재즈, 그리고 대중음악에게도 영향을 끼쳤다. 유명한 재즈, 포크 혹은 록 뮤지션인 루이 암스트롱, 듀크 엘링턴, 마일스 데이비스, 밥 딜런과 같은 인물들이 블루스 음악을 연주, 녹음할 때 말이다. 블루스 스케일은 여러 장르에서 사용되는데, 대표적으로 대중음악에선 해롤드 알렌의 〈Blues in the Night〉, 블루스 발라드에선 〈Since I Fell for You〉, 〈Please Send Me Someone to Love〉 등 심지어 조지 거시윈의 〈Rhapsody in Blue〉, 〈Concerto in F〉와 같은 오케스트라에게도 영향을 끼쳤다. 거시윈의 두번째 솔로 피아노 전주곡은 아예 클래식 블루스에서 영감을 받고, 전통화성학으로 완성시켰다. 블루스 스케일은 현대 음악 어디에나 존재하며, 많은 장르 안에 분포하고있고, 5도 코드(파워코드)를 사용한 록 음악에서도 사용된다 (예를 들면 비틀즈의 〈A Hard Day's Night〉가 있다). 블루스의 기본틀은 배트맨의 테마곡이고 당시 10대 아이돌이었던 파비안 포르테가 부른 히트곡 〈Turn Me Loose〉, 컨트리 음악의 신 지미 로저스, 그리고 기타리스트이자 보컬리스트인 트레이시 채프먼의 히트곡 〈Give Me One Reason〉에도 사용되었다.
스킵 제임스, 찰리 패튼, 조지아 토미 달시와 같은 초기 컨트리 블루스맨들은 컨트리 음악, 어반 블루스를 연주했는데, 소울 음악에도 영향을 끼쳤다. 달시는 가스펠 음악이 흥행하는데 도움을 주었다. 가스펠 음악은 1930년대 골든 게이트 콰르텟에 의해 시작되었다. 그리고 1950년대, 소울 음악은 샘 쿡, 레이 찰스, 제임스 브라운이 가스펠과 블루스의 틀을 사용하며 시작됐다. 이윽고 가스펠과 블루스는 서로 결합에 이르게 되는데, 1960~1970년대에 소울 블루스라는 새로운 장르가 생긴다. 펑크 음악은 1960년대에 소울 음악의 영향을 받아 시작된다. (펑크는 힙합이나 현대 R&B보다 먼저 시작되었다고 볼 수 있다.)